# Gravataí
Gravataí est une ville brésilienne de la mésorégion métropolitaine de Porto Alegre, capitale de l'État du Rio Grande do Sul, faisant partie de la microrégion de Porto Alegre et située à 23 km au nord-est de Porto Alegre. Elle se situe à une latitude de 29° 56′ 40″ sud et à une longitude de 50° 35′ 33″ ouest, à 30 m d'altitude. Sa population était estimée à 26 150 en 2007, pour une superficie de 464 km2. L'accès s'y fait par les RS-020, RS-030, RS-118 et BR-290.
Le nom Gravataí vient du tupi karagwa'ta, plante proche de l'ananas qui se trouvait en quantité le long du rio Gravataí qui arrose la région. L'appellation du fleuve passa plus tard à la cité.
Gravatai fut fondée le 8 avril 1763, quand les Amérindiens de la région des Sete Povos das Missões ("Sept communautés des Missions"), chassés par les bandeirantes, et dirigés par le Capitaine jésuite Pinto Carneiro, arrivèrent sur le lieu de la future Gravataí, établissant la première implantation, l'Aldeia dos Anjos ("Village des Anges"). L'existence de la municipalité de Gravataí comme entité indépendante date de juillet 1889, quand elle s'émancipa de Porto Alegre.

## Villes voisines
- Novo Hamburgo
- Taquara
- Glorinha
- Viamão
- Alvorada
- Porto Alegre
- Cachoeirinha
- Canoas
- Sapucaia do Sul